# 베트남쥐사슴
베트남쥐사슴(Tragulus versicolor)은 작은사슴과에 속하는 우제류의 일종이다. 베트남에서만 발견된다. 2004년까지는 일반적으로 큰쥐사슴(T. napu)의 아종으로 간주했지만, 겉모습은 작은쥐사슴(T. kanchil)과 더 닮았다.